# Montenegro
|  | Per a altres significats, vegeu «Dunia Montenegro». |

Montenegro (en montenegrí: Црна Гора, Crna Gora, que significa 'mont negre') és un petit estat muntanyós del sud-est d'Europa, situat a la península dels Balcans. Limita a l'oest amb la mar Adriàtica i Croàcia, al nord amb Bòsnia i Hercegovina, i a l'est amb Sèrbia, Kosovo i Albània. Des del 4 de febrer de 2003 es va establir com un dels dos estats membres de la Unió Estatal de Sèrbia i Montenegro. El 21 de maig de 2006 se celebrà un referèndum d'autodeterminació amb una ajustada victòria independentista com a resultat, que va ser proclamada pel parlament el 3 de juny.

## Història
El territori fou poblat per les tribus d'il·liris i concretament la tribu dels docleates. La regió va passar als romans l'any 9. Al segle vi era domini romà d'Orient quan va ser colonitzada massivament per emigrats eslaus que van formar un principat semi independent anomenat Duklja, que va tenir relacions amb les potències de l'època especialment amb Ràscia, l'Imperi Romà d'Orient i Bulgària.
El 1042 Duklja es va fer independent i va estendre el seu territori a costa de les veïnes Ràscia i Bòsnia i fou reconeguda com a regne. Al final del segle xi va entrar en decadència i el 1186 fou conquerida per Esteve Nemanja i unit a l'estat serbi sent anomenada Principat de Zeta.
Quan l'imperi serbi es van enfonsar al segle xiv la família dels Balsha va estendre el seu poder per la regió fins al 1421 quan fou annexionat al despotat de Sèrbia però el 1455 la família noble del Crnojevic va prendre el poder. El 1481 els Crnojevic van esdevenir tributaris dels otomans i van governar fins al 1496 sent la darrera monarquia a caure en mans dels otomans als Balcans. La major part de la costa va restar en mans dels venecians. El 1499 fou inclòs en el sandjak d'İşkodra (Skadar, Scutari) el 1499 i en endavant fou coneguda com a Karadagh (o Kara Dagh) que vol dir 'muntanya negra' (d'aquí el seu nom venecià, Montenegro, que s'ha internacionalitzat arreu) i es va establir un sistema tribal com passava a altres llocs dels Balcans, i que va donar origen a una costa democràtica-militar. El 1513 es va formar el sandjak separat organitzat el 1514 i del que fou nomenat governador Staniša (Iskender Beg), fill musulmà del sobirà Ivan Crnojević (1465-1490) fins al 1528. Després d'aquest governant, al cap de sis anys, els Crnojevic van desaparèixer de la història local (va reaparèixer més tard a Sèrbia). Sota el govern d'Iskender Beg el poder mai va estar ni en mans seves ni dels otomans, ja que les tribus havien assolit el control; els otomans van eximir als habitants de l'impost de la djizya i el ulur, i altres impostos havent de pagar només una peça d'or (filuri) per cada casa i camp. El 1528 el sandjak fou incorporat al de Shkodër dins del qual la població va conservar part dels seus privilegis (el sandjak va tornar a existir del 1597 al 1614)
Els bisbe (vladika) Vavil de Montenegro va establir el poder temporal, primer nominal, el 1516 quan el darrer príncep Esteve II Crnojevic (nominal sobirà 1503-1516), germà del darrer sobirà Durad IV Crnojevic (1490-1496/1503) hauria abdicat al seu favor. La població tot i els privilegis mai va acceptar el domini otomà i es va revoltar diverses vegades en del segle xvii. A la segona meitat d'aquest segle els otomans ven entrar en una sèrie de guerres (guerra otomanopolonesa de 1672-1676, guerra russootomana de 1676-1681 i guerra de la Santa Lliga de 1682 a 1698) al final de les quals Montenegro va esdevenir una teocràcia dirigida pel metropolità ortodox montenegrí (vladika) de Cetinje, una posició que va quedar en mans hereditàriament de la família Petrović-Njegoš del clan Ridani, que passaven el poder d'oncle a nebot (ja que no els estava permès de casar-se).
Els venecians nomenaven governadors que influïen en la política interna; el 1797 els governadors venecians foren substituïts pels austríacs. Petar I Petrović Njegoš el vladika més influent, va regnar a la primera meitat del segle xix i va unificar el país i les tribus; Petar II el va succeir i el 1832 va abolir el càrrec de governador. El 1851 Danilo Petrović Njegoš va esdevenir vladika i el 1852 es va casar, va renunciar al seu caràcter eclesiàstic i va agafar el títol de príncep (knjaz) i el nom de Danilo I, transformat el país en un principat secular.
Amb Nicolau I de Montenegro el principat de Montenegro va ampliar el seu territori en les guerres contra els turcs i finalment fou reconegut internacionalment com a estat independent en el Congrés de Berlín el 1878. El 1905 es va promulgar una constitució. El Partit Popular va exercir generalment el poder estan en favor de la democratització i de la unió amb Sèrbia; enfront del Verdader Partit Popular, monàrquic; el 1910 el principat fou elevat a regne.

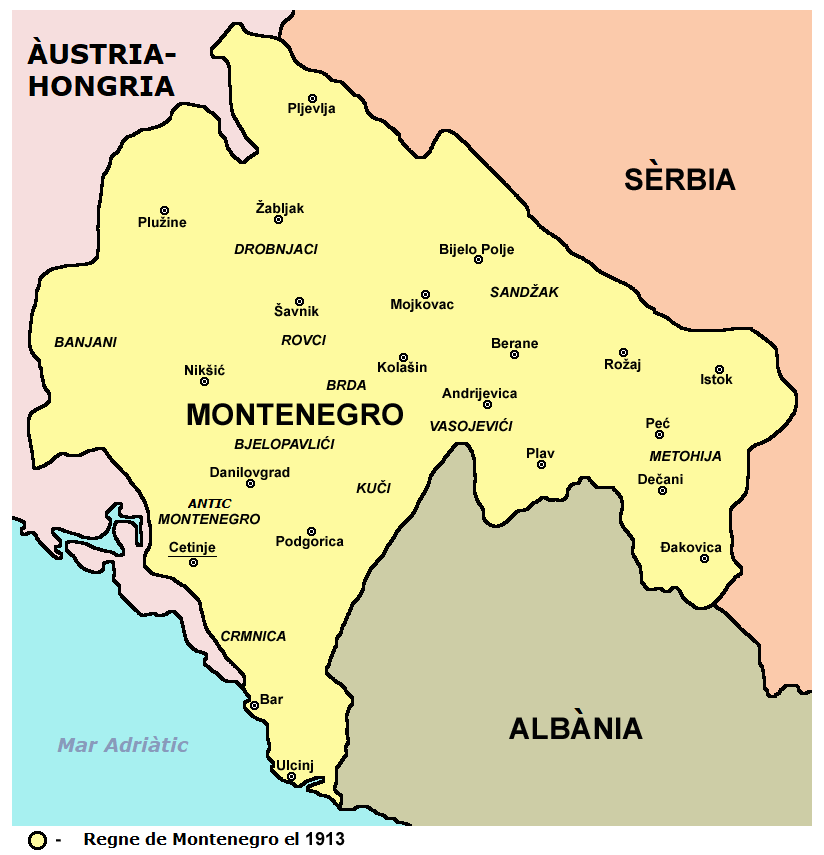
Mapa de Montenegro l'any 1913

Les guerres dels Balcans li van concedir territoris que el van fer fronterer de Sèrbia, però van concedir Scutari a Albània. A la I Guerra Mundial Montenegro va estar al costat de Sèrbia i contra les Potències Centrals; la victòria austríaca al començar el 1916 els va portar a ocupar el país, que va romandre ocupat fins al novembre del 1918. Les forces aliades van permetre la seva unió al proclamat Regne dels Serbis, Croates i Eslovens on va formar la província (àrea) de Zeta; el regne fou rebatejat Iugoslàvia el 1929 i Montenegro va esdevenir el banat de Zeta.
Iugoslàvia fou envaïda el 1941 per les forces l'Eix que van establir un estat independent titella que va romandre ocupat pels alemanys (una part fou transferida a Itàlia o a l'Albània italiana) fins al 1944 quan els partisans van alliberar el país.
Va esdevenir una de les repúbliques constituents de la República Federal Socialista de Iugoslàvia i la capital fou rebatejada Titograd en honor del mariscal Josip Broz “Tito”. El 1974 es va establir una nova constitució.
Iugoslàvia es va dissoldre el 1992 i Montenegro va romandre part de la més reduïda república federal de Iugoslàvia que en va resultar, formada per Sèrbia, Kosovo, Voivodina i la mateixa Montenegro. El referèndum de 1992 va donar el 95,96% dels vots a favor de romandre dins la federació, si bé els musulmans, albanesos i minories catòliques hi van fer boicot igual que els partidaris de la independència. Aquests sectors es van queixar que el referèndum havia estat organitzat sota condicions no democràtiques i que el govern central s'havia encarregat de controlar la campanya electoral.
El govern va dur a terme una sèrie de mesures per a frenar qualsevol tipus de moviment proindependentista. Algunes de les tasques reclamades van ser posposades als censos de 2001 o 2003; el referèndum d'autodeterminació va ser posposat en múltiples ocasions.
El 1996, va arribar al poder per escàs marge Milo Ðukanovic, i les relacions entre les dues repúbliques van empitjorar (tot i els canvis polítics que es duien a terme a Sèrbia). I a conseqüència d'això la cúpula política montenegrina va prendre la decisió d'establir una política econòmica pròpia, que preveia, entre altres mesures, la instauració del marc alemany com a moneda oficial (divisa que seria substituïda més tard per l'euro tot i no formar part de la zona euro). Alguns objectius al país foren bombardejats el 1999 per l'OTAN durant la seva campanya contra Sèrbia, però molt limitadament. Durant la guerra de Kosovo molts kosovars es van refugiar a Montenegro però foren capturats pels soldats serbis a la república.
El 2002 els dos governs que formaven la federació van arribar a un nou acord amb el propòsit de millorar la cooperació entre ambdues. Així, la Federació de Iugoslàvia deixaria pas a la denominada federació de Sèrbia i Montenegro que es va proclamar el 2003; es va arribar a un acord per a posposar la celebració d'un referèndum el 30 d'abril de 2006, posposat després al 22 de maig. Els sentiments independentistes havien crescut molt mentre però Europa no veia de bon ull aquest exemple de decisió democràtica; finalment la Unió Europea i l'OTAN van autoritzar un referèndum d'independència però imposant la norma que calia el 55% per obtenir majoria (els partidaris de la unió guanyaven si obtenien el 45%).
El referèndum es va fer el 21 de maig de 2006 i hi va participar el 86,5% de l'electorat; a favor de la independència va estar el 55,5% (230.661 vots) i per la unió el 44,5% (185.002 vots). El parlament de Montenegro va proclamar la independència el 3 de juny i aquesta fou reconeguda per la Unió Europea, Sèrbia i els altres països de l'ONU.
El 5 de juny de 2017 va ingressar a l'Organització del Tractat de l'Atlàntic Nord (OTAN).

## Símbols històrics
El parlament nacional va adoptar el 12 de juliol de 2004 una nova bandera, dia nacional i himne, com a part del procés per a aconseguir la independència de l'antiga federació.
L'actual bandera de la república s'assembla a la utilitzada per la tradicional monarquia del país: es tracta de l'escut daurat del rei Nikola sobre un fons roig, brodat en daurat (les inicials del monarca no s'han inclòs).
El dia nacional es va traslladar al 13 de juliol celebrant les efemèrides de 1878 quan Montenegro va ser reconeguda com el país independent número 27 en el món, i també com a record de l'alçament popular contra els països de l'Eix el 13 de juliol de 1941.
Com a himne nacional, es va seleccionar una de les cançons més conegudes del folklore nacional, "Oj, Svijetla Majska Zoro"(títol de la qual en català seria "Oh, La Resplendent Alba de Maig"). Aquesta decisió va tenir l'oposició dels grups serbis al parlament nacional, així com l'Església Ortodoxa de Belgrad, ja que dos versos de tal tema havien estat realitzats originàriament per Sekule Drljevic a principis del segle xx (Drljevic va ser un independentista de Montenegro, considerat per molts un col·laboracionista nazi).

## Geografia

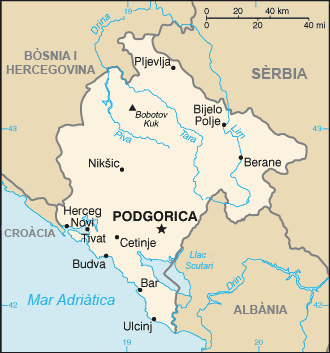
Geografia de Montenegro

La majoria de llengües occidentals (entre elles el català o l'anglès) utilitzen el terme Montenegro per designar el país. L'origen del nom reflecteix un calc del terme italià monte negro (mont negre), que probablement va ser adoptat arran d'una època de gran influència veneciana sobre la regió durant l'edat mitjana. No obstant altres idiomes utilitzen la traducció literal de mont negre per designar el país, entre ells el serbi Crna Gora.
Delimita amb Croàcia, Bòsnia-Hercegovina, Sèrbia i Albània.
La seva organització territorial es basa en els opštine, que es pot traduir per municipis, que són 21 i reben el nom de la població principal que contenen.
Les seues principals ciutats són: Podgorica (la capital amb 139.100 habitants), Nikšić (61.700), Pljevlja (18.800) i Bijelo Polje (17.100). L'antiga capital del regne de Montenegro estava situada a la localitat de Cetinje.
El relleu de la república varia des de les elevades muntanyes de les zones frontereres amb Sèrbia i Albània fins a una diminuta plana costanera de amb prou feines 6 quilòmetres d'amplària. La dita plana acaba de manera abrupta al nord, en trobar-se amb les muntanyes Lovcen i Orjen, formant la badia de Kotor.
La regió kàrstica del país està situada generalment a altures de 1.000 metres sobre el nivell del mar, arribant en alguns punts quasi els 2.000 metres com és el cas de la muntanya Orjen.
Les muntanyes de Montenegro formen part dels territoris més abruptes del continent europeu. Són també característiques per ser una de les zones on l'erosió de l'últim període glacial va actuar amb major força.
- Platja més llarga: Velika Plaça, Ulcinj - 13.000 metres
- Pic més alt: Bobotov Kuk, a la muntanya Durmitor - 2.522 metres
- Llac més extens: Llac Skadar - 391 km² de superfície
- Fiord més gran: Boka Kotorksa (Badia de Kotor)
- Parcs Nacionals: Durmitor (390 km²), Lovcen (64 km²), Biogradska Gora - 54 km² i el Llac Skadar (400 m²)
- Llocs protegits per la UNESCO: Durmitor, el centre historie de Kotor i la Badia de Kotor

## Organització territorial

Opština (municipis) de Montenegreo

El primer nivell d'administració de Montenegro són els opština, que se sol traduir com a municipi. És la divisió territorial hereva de quan Montenegro era una república ioguslava. Actualment existeixen 24 municipis, comptant els municipis de les ciutats de Podgorica i Cetinje que consten d'un estatus especial. Els municipis alhora se subdivideixen en divisions, que poden englobar diferents pobles i localitats.

## Demografia

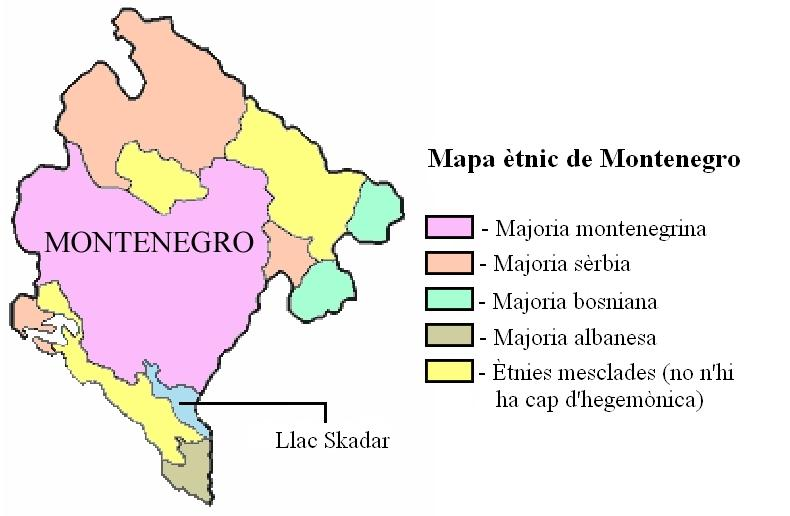
Grups ètnics, i la seua localització, en Montenegro

Segons dades del cens realitzat el 2003, la composició ètnica del país es compon de:
- Montenegrins: 267.799 (43,16%)
- Serbis: 198.414 (32,00%)
- Bosnians: 48.184 (7,77%)
- Albanesos: 31.163 (5,03%)
- Musulmans: 24.625 (3,97%)
- Croats: 6.811 (1,10%)
- Gitanos i egipcis dels Balcans: 2.826 (0,46%)

Nota: És important aclarir que les identitats sèrbia i montenegrina varien amb cada cens, a causa dels continus canvis polítics succeïts a la regió. Per exemple, un montenegrí pot veure's a si mateix com un serbi i, viceversa. Naturalment, en ambdós grups hi ha individus que es consideren exclusivament membres d'un grup ètnic. No obstant això, s'observa que des del primer cens realitzat el 1948 pel govern comunista, el nombre d'habitants autòctons ha anat perdent pes.
En el text constitutiu adoptat el 1992, l'idioma oficial va ser rebatejat com serbi, deixant-se arrere la nomenclatura de serbocroat. El 2003, el 63,5% de la població s'inscrivien en l'apartat de la població que tenia el serbi com a llengua materna, mentre que el 22% s'incloïen en l'apartat de parlants de montenegrí (un dialecte amb gran similituds al parlat a la zona sèrbia de Bòsnia-Hercegovina o Krajina).
El 74% dels habitants de la república s'inscriuen com ortodoxos pertanyents a la diòcesi de Montenegro i el Litoral de l'Església sèrbia. L'Església Ortodoxa de Montenegro va ser oficialment establerta el 1993, encara que els seus seguidors són escassos i no ha sigut reconeguda per cap altra Església del mateix credo.
Un altre grup religiós d'importància és el compost pels musulmans, que arriba al 17,74% de la població actual. En aquest grup hi ha tres subgrups: els albanesos i els musulmans eslaus, bosnians i musulmans. Igualment hi ha un xicotet nucli de ciutadans de fe catòlica residents a les zones costaneres, particularment a la badia de Boka Kotorska.